# Event Horizon (film)
Event Horizon är en brittisk-amerikansk science fiction-skräckfilm som hade biopremiär i USA den 15 augusti 1997. Filmen regisserades av Paul W. S. Anderson och innehåller skådespelare som Laurence Fishburne och Sam Neill.

## Handling
Året är 2047 och räddningsfarkosten Lewis and Clark ger sig av efter att en nödsignal skickats från Event Horizon, en stjärnfarkost som sju år tidigare försvann under sin jungfruresa till Proxima Centauri. Kapten Miller (Laurence Fishburne) och hans besättning, löjtnant Starck (Joely Richardson), pilot Smith (Sean Pertwee), Peters (Kathleen Quinlan), Justin (Jack Noseworthy), Cooper (Richard T. Jones), och D.J. (Jason Isaacs) samt Dr. William Weir (Sam Neill). Dr. Weir informerar övriga besättningsmän om att Event Horizon byggdes som en experimentfarkost för överljusresor, vilket genererat ett konstgjort svart hål för att förkorta restiden.
Vid ankomsten till Neptunus, där Event Horizon försvann, börjar man söka efter överlevande, och antar att en massaker ägt rum. Plötsligt aktiveras gravitationsdriften på Event Horizon. Justin försätts i ett katatoniskt tillstånd, och tas omhand efter ett självmordsförsök. Plötsligt drabbas besättningen av hallucinationer.
Besättningen får snart en videovarning från Event Horizons besättningsmän, som blivit tokiga och tagit död på varandra. Miller och D.J. inser att gravitationsdriften lyckades öppna en genväg i rumtiden, men tog dem utanför observerbara universum och in i en annan dimension.

## Om filmen
Filmen regisserades av Paul W. S. Anderson. Manus skrevs av Philip Eisner (senare av Andrew Kevin Walker, ej ackrediterad). 

## Rollista (urval)
| Laurence Fishburne | – kapten Miller    |
| Sam Neill          | – Dr. William Weir |
| Kathleen Quinlan   | – Peters, Med Tech |
| Joely Richardson   | – Lt. Starck       |
| Richard T. Jones   | – Cooper           |
| Jack Noseworthy    | – Justin           |
| Jason Isaacs       | – D.J.             |
| Sean Pertwee       | – Smith            |

### Fotnoter
1. 1 2  ”Event Horizon - Box Office Data”. The Numbers. Arkiverad från originalet den 15 maj 2014. https://web.archive.org/web/20140515184613/http://www.the-numbers.com/movies/1997/EVENT.php. Läst 3 oktober 2014.
2. ↑  Event Horizon Arkiverad 3 november 2013 hämtat från the Wayback Machine. på Boxoffice.com
3. ↑  http://boxofficemojo.com/movies/?id=eventhorizon.htm
4. ↑  ”Event Horizon” (på engelska). Box Office Mojo. 15 augusti 1997. http://www.boxofficemojo.com/movies/?id=eventhorizon.htm. Läst 7 september 2016.